# Худайбергенова Рімаджан Матназарівна
Рімаджан Матназарівна Худайбергенова (22 квітня 1942, Хорезмська область, тепер Узбекистан — 16 листопада 2022, Ургенч, Узбекистан) — радянська узбецька державна діячка, 1-й секретар Хорезмського обласного комітету КП Узбекистану. Депутат Верховної ради Узбецької РСР. Народний депутат СРСР (1989—1991).

## Життєпис
У 1960 році закінчила школу № 1 імені Максима Горького міста Ургенча Хорезмської області.
У 1960—1966 роках навчалася в Ташкентському текстильному інституті. Водночас з 1960 року працювала швачкою-мотористкою Ташкентської швейної фабрики «Кизил тонг».
У 1966—1967 роках — майстер, змінний майстер, начальник бригади, начальник експериментального цеху, в 1967—1972 роках — головний інженер Ургенчської швейної фабрики Хорезмської області. Член КПРС з 1971 року.
У 1972—1976 роках — директор Ургенчської швейної фабрики імені Леніна Хорезмської області.
У 1976—1981 роках — генеральний директор Хорезмського виробничого швейного об'єднання в місті Ургенчі.
У липні 1983 року закінчила Академію суспільних наук при ЦК КПРС.
У липні 1983 — серпні 1984 року — завідувач відділу промисловості, транспорту та зв'язку Хорезмського обласного комітету КП Узбекистану.
У серпні 1984 — жовтні 1985 року — секретар Хорезмського обласного комітету КП Узбекистану з питань ідеології.
У жовтні 1985 — вересні 1988 року — голова виконавчого комітету Хорезмської обласної ради народних депутатів.
12 вересня 1988 — 14 вересня 1991 року — 1-й секретар Хорезмського обласного комітету КП Узбекистану.
У березні 1990 — лютому 1992 року — голова Хорезмської обласної ради народних депутатів.
З 1992 року займалася господарсько-управлінською діяльністю. У 1992—1998 роках була головою Хорезмського обласного управління «Шовківництво», з травня 1998 до червня 2007 року — заступником голови акціонерної компанії «Хорезмпілла».
З 2007 року — на пенсії.
Померла 16 листопада 2022 року.

## Нагороди
- орден «Знак Пошани» (1976)
- медалі
- срібна медаль ЮНЕСКО (1991)
- почесний знак відмінника народної освіти СРСР (1978)
- почесний знак відмінника текстильної промисловості СРСР (1978)
- почесний знак 1-ї річниці незалежності Узбекистану (1992)
- почесний знак до 10-річчя незалежності Узбекистану (2002)
- нагрудний знак «Менат фахрійсі» І ступеня (Узбекистан) (2019)